# Mid-Western Regional
Mid-Western Regional är en kommun i Australien. Den ligger i delstaten New South Wales, i den sydöstra delen av landet, omkring 190 kilometer nordväst om delstatshuvudstaden Sydney. Antalet invånare var 24 076 vid folkräkningen 2016.
Följande samhällen finns i Mid-Western Regional:
- Mudgee
- Gulgong
- Kandos
- Lue
- Clandulla
- Budgee Budgee
- Ilford
- Piambong
- Goolma
- Moolarben
- Charbon